# Кісосакі

Кісоса́кі (яп. 木曽岬町, きそさきちょう, МФА: [kʲi̥sosakʲi̥ t͡ɕoː]?) — містечко в Японії, в повіті Кувана префектури Міє. Розташоване в північній частині префектури, в гирлі річки Кісо, на березі затоки Ісе. Отримало статус містечка 1989 року. Площа становить 15,72 км². Станом на 1 серпня 2011 року населення складало 6810  осіб, густота населення — 433 осіб/км².   